# Henner Henkel
Heinrich Ernst Otto "Henner" Henkel (9. října 1915, Poznaň – 13. ledna 1943, blízko Voroněže) byl německý tenista narozený na území dnešního Polska. Podle statistik Arthura Wallise Myerse byl v roce 1937 singlovou světovou trojkou. Jeho největším úspěchem na kurtech bylo vítězství na Roland Garros právě v roce 1937. Poměrně se mu dařilo ještě ve wimbledonské dvouhře, dvakrát si v Londýně zahrál semifinále (1938, 1939). Měl úspěchy i ve čtyřhře, v jeho nejslavnějším roce 1937 vyhrál mužského debla v Paříži i na US Open, v obou případech ve dvojici s Gottfriedem von Crammem. Hrál též finále mužské čtyřhry na Australian Open 1938, na Wimbledonu 1938 a toho roku hrál v All England Clubu i finále mixu. V Davisově poháru měl bilanci 49 vítězství a 17 proher, čtyřikrát hrál s německým týmem finále této soutěže (1935, 1936, 1937, 1938). Roku 1942 byl povolán do armády. Brzy poté v bitvě u Stalingradu utrpěl vážné zranění nohy a krátce na to zahynul v důsledku tohoto zranění nedaleko Voroněže na východní frontě.